# Afrique extrême
Afrique extrême (Wild Africa) est une série documentaire en 6 épisodes de 50 minutes, coproduite par la BBC et Discovery Channel, et diffusée à partir du 14 novembre 2001 sur BBC Two. En France, la série est diffusée à partir du 17 février 2002 sur France 3 dans l'émission Échappées sauvages. Elle est ensuite rediffusée sur France 5 et Arte.

## Synopsis
Cette série explore au plus près la vie de la faune et les nombreuses richesses du continent africain. Chaque épisode se concentre sur un environnement particulier, et raconte ses origines.

## Épisodes
- L'odyssée des sommets
- La savane imprévisible
- Les déserts vivants
- Entre terre et mer
- Dans l'épaisseur des forêts
- Au fil de l'eau

## Fiche technique
- Auteur : Patrick Morris
- Réalisateur : Amanda Barrett, Owen Newman
- Musique : Christopher Gunning
- Narrateur : Ali Guentas (première version française),  Marc Alfos (deuxième version française)
- Adaptation française : Ciné K, Stéphane Simon ; réadaptation : Télé Europe, Francis Labrousse
- Année de production : 2001
- Sociétés de production : BBC, Discovery Channel

## Vidéo
La série documentaire est sortie en 2004 en édition 2 DVD. 